# 안토니우 하말류 이아느스
안토니우 하말류 이아느스(포르투갈어: António Ramalho Eanes, 1935년 1월 15일 ~ )는 포르투갈의 군인 출신 정치가이며, 1976년부터 1986년까지 대통령으로 재임했다. 육군참모총장 출신이며, 포르투갈령 식민지에서 군 경력을 쌓았다. 카네이션 혁명 당시 포르투갈령 앙골라에 주둔하였다. 군인으로써, 그는 공산주의자들이 주도한 "더운 여름"(포르투갈어: Verão quente)을 종결시키기도 했다.
1976년 대통령 선거에 무소속으로 출마하였으며, 61.59%의 득표율로 오텔루 사라이바(무소속), 조제 피녜이루(무소속), 그리고 공산당 출신의 옥타비우 호드리게스 등을 따돌리고 당선되었다. 대통령 재임 기간 동안, 그는 포르투갈의 민주주의 통합을 위한 정책을 펼쳤다. 1980년 재선에 성공했으며, 1986년 임기를 마치고 물러났다.
카스텔루 브랑쿠 출신이며, 본명은 안토니우 두스 산투스 하말류 이아느스(포르투갈어: António dos Santos Ramalho Eanes)이다.

## 약력

### 유년기
안토니우 하말류 이아느스는 1935년 1월 25일 카스텔루브랑쿠에서 안토니우 두스 산투스 이아느스와 마리아 두 호자리우 하말류의 아들로 태어났다. 부친의 직업은 종합 건설업자였다. 1942년부터 1952년까지 카스텔루브랑쿠에서 학교를 다녔다.

### 군 경력
1953년 군대에 입대했으며, 인도, 모잠비크, 앙골라, 기니 등과 같은 포르투갈 식민지에서 근무했다.

### 학력
포르투갈 군 사관학교 출신.

## 정치 활동

### 카네이션 혁명
이아느스는 식민지에서 근무하였다. 이 시절 오랜 경력을 쌓았고, 1974년 혁명을 앞두고 앙골라에 배치되었다. 곧바로 그는 무장투쟁운동(MFA)에 합류하였으며 카네이션 혁명에 가담하게 된다. 이후 포르투갈로 귀국하여 포르투갈 국영방송(RTP)의 국장이 되었다. 1975년 11월 25일 그는 군부 내에서 공산주의 세력들에 가담, 더운 여름(Verão quente)을 종결시키게 되었다.

### 대통령 선거
1976년 대통령 선거에 무소속으로 출마하였다. 그는 이 선거에서 61.59%의 득표율로 오텔루 사라이바(무소속), 조제 피녜이루(무소속), 그리고 공산당 출신의 옥타비우 호드리게스 등을 따돌리고 당선되었다.

## 대통령
대통령 재임 기간 동안, 그는 포르투갈의 민주주의 통합을 위한 정책을 펼쳤다. 1980년 재선에 성공했으며, 1986년 임기를 마치고 물러났다.

## 퇴임 이후
퇴임 이후에는 민주부흥당(Partido Renovador Democrático)을 창당하였고, 그 곳에서 정치를 하다가 1987년 탈당하였다. 전직 대통령인 그는 현재 포르투갈 국가평의회의 일원이다. 그는, 군 원수가 되라는 제안을 거부하기도 했다.

## 역대 선거 결과
| 선거명      | 직책명            | 대수 | 정당   | 득표율 | 득표수      | 결과 | 당락 |
| ----------- | ----------------- | ---- | ------ | ------ | ----------- | ---- | ---- |
| 1976년 선거 | 포르투갈의 대통령 | 16대 | 무소속 | 61.59% | 2,967,137표 | 1위  |      |
| 1980년 선거 | 포르투갈의 대통령 | 16대 | 무소속 | 56.44% | 3,262,520표 | 1위  |      |